# Shovel Headed Kill Machine
Shovel Headed Kill Machine címmel jelent meg az amerikai Exodus együttes hetedik nagylemeze 2005. október 4-én, a Nuclear Blast kiadó gondozásában. Ez az együttes első olyan albuma, melyen Rob Dukes énekel, aki Steve Souza utódja lett. Az előző album a Tempo of the Damned turnéján az együttes megválni kényszerült énekesétől, akit hamarosan a dobos Tom Hunting is követett. Helyére Paul Bostaph került, aki olyan thrash metal együttesekben dobolt korábban, mint a Slayer, a Forbidden vagy a Testament. A legnagyobb változás, azonban a gitárosi poszton történt, ugyanis ez volt az első alkalom, hogy Gary Holt mellett nem Rick Hunolt gitározott. Ezzel megszűnt a rajongók által H-teamként emlegetett duó, mely a 80-as évek elejétől az együttes gitártémáiért felelt. Helyére Lee Altus került, aki az 1980-as években a kultikus Heathen tagjaként vált ismertté. A Shovel Headed Kill Machine produceri munkálatait Holt egymaga végezte el, az albumból a megjelenés hetében 3000 darabot értékesítettek az Amerikai Egyesült Államokban.

## Háttér
2004-ben az együttes turnéra indult a Tempo of the Damned album megjelenését követően, azonban a körút során megválni kényszerültek Steve "Zetro" Souza énekestől. Holt elmondása szerint „pocsék hangulata volt a turnén, a stúdióban, és igyekezett mindenkit lehúzni magához. Ráadásul hatalmas arca volt mindehhez, több pénz akart mindenkinél, és elég gyakran el is érte a célját. Az utolsó cseppet mégis az jelentette, hogy 36 órával a teltházas  Mexico City-beli koncert előtt úgy döntött, nem jön. Úgyhogy elmentünk nélküle”. Helyére Rob Dukes került, aki eredetileg Holt gitártechnikusa lett volna, de miután kiderült, hogy énekelt pár New York-i punkbandában, kipróbálták a mikrofon mögött.
Hamarosan Hunting és Holt is távozott. Hunting döntésének a hátterében, ismét a depresszió, valamint pánikrohamai álltak, csakúgy, mint 1989-ben, amikor első ízben távozott a zenekarból. Hunolt Gary Holttal szemben továbbra is élt a drogokkal, ráadásul két kisgyerekét is ő nevelte, ezért a távozás mellett döntött. A dobos Paul Bostaph lett, mig a gitáros Lee Altus, aki egyben Holt régi jóbarátja is.
A dalokat Holt egymaga írta, csakúgy mint a dalszövegeket, kivételt ez alól a Karma's Messenger képez, melynek szövegébe Dukes is besegített.
Most nem születtek politikai témájú dalszövegek, mint legutóbb, ezennel inkább az erőszak, a vallás-ellenes témák, valamint személyes jellegű tapasztalatok kerültek előtérbe. Utóbbira jó példa a Deathamphetamine, mely Holt drogokkal folytatott küzdelmeiről szól, míg az albumnyitó Raze dalt a pirománia ihlette.
Az album címét a zenekar dobtechnikusának kutyája ihlette, aki az együttes menedzsere szerint, úgy néz ki, mint egy "lapátfejű gyilkológép".
Zeneileg egy agresszív, brutális album született, mellyel Holt a közvetlen elődjét akarta túlszárnyalni. A gitáros szerint „ A Tempo egy brilliáns anyag volt, de egy-két üresjárat benne maradt, néhány nótát talán nem kellett volna feltenni rá. Az Impalert például. Nem egy rossz szám, de mégiscsak 20 éves. Ezúttal csupa új dalt akartam, és ahogy egyre csak jöttek a problémák, egyre dühösebb témáim születtek.”
A stúdiómunkálatok három hetet vettek igénybe, majd Holt átküdte az anyagot Andy Sneap producernek, aki a végső simításokat is elvégezte a lemezen.

## Fogadtatás
Ugyan az album kevésbé kapott lelkes kritikákat, mint közvetlen elődje, a kritikusok többsége pozitívan nyilatkozott az albumról. Az AllMusic három és fél csillaggal jutalmazta a lehetséges ötből, hozzátéve, hogy egy egyenes és őszinte album született. Emellett a cikk szerzője kiemelte a jól sikerült lemezborítót, amely az 1980-as évek thrash metal lemezeit idézi. Egyes kritikák megjegyezték, hogy elődjéhez mérve, egy rutinszerűbb, kevésbé izgalmas album született, melyen csak 2-3 dal képes igazán maradandó élményt nyújtani. A Stylus Magazine írásában kiemelte a Holt/Altus gitárpáros játékát, hozzátéve hogy az album legerősebb szerzeménye a 8 perc feletti Deathamphetamine. A cikk szerint az album legfőbb erőssége a gitárszólók mellett a telt hangzása. Egy mási kritikában kiemelték az album agresszívitását, hozzáfűzve, hogy az album dinamikáját tekintve leginkább az 1987-es Pleasures of the Fleshre hajaz. A neves Terrorizer magazin 8 és fél pontot adott a 10-ből, kiemelve a két gitáros játékát.

## Számlista
| 1.    | Raze                       | 4:17 |
| 2.    | Deathamphetamine           | 8:31 |
| 3.    | Karma's Messenger          | 4:14 |
| 4.    | Shudder to Think           | 4:48 |
| 5.    | I Am Abomination           | 3:25 |
| 6.    | Altered Boy                | 7:37 |
| 7.    | Going Going Gone           | 4:59 |
| 8.    | Now Thy Death Day Come     | 5:11 |
| 9.    | .44 Magnum Opus            | 6:56 |
| 10.   | Shovel Headed Kill Machine | 2:57 |
| 52:53 |                            |      |

| 11. | Purge the World | 4:02 |

| 11. | Problems (Sex Pistols feldolgozás) | 4:25 |

| 11. | Purge the World                    | 4:02 |
| 12. | Problems (Sex Pistols feldolgozás) | 4:25 |

## Tagok
- Rob Dukes – ének
- Gary Holt – gitár
- Lee Altus – gitár
- Jack Gibson – basszusgitár
- Paul Bostaph – dob

Produkció
- Producer: Gary Holt
- Hangmérnök: Juan Urteaga
- Felvétel: Trident Stúdió
- Keverés és maszter: Andy Sneap, Backstage Stúdió Derby, Egyesült Királyság
- Menedzsment: Steven Warner
- A&R: Jaap Wagemaker